# بخارا آرنا
بخارا آرنا (به‌ازبکی: Buxoro Arena) ورزشگاهی در شهر بخارای ازبکستان است که بیشتر برای مسابقات فوتبال استفاده می‌شود. گنجایش این ورزشگاه ۲۲،۷۰۰ نفر است. باشگاه فوتبال بخارا در حال حاضر این ورزشگاه را در اختیار دارد.